# 485
Évszázadok: 4. század – 5. század – 6. század
Évtizedek: 430-as évek – 440-es évek – 450-es évek – 460-as évek – 470-es évek – 480-as évek – 490-es évek – 500-as évek – 510-es évek – 520-as évek – 530-as évek
Évek: 480 – 481 – 482 – 483 –  484 – 485 – 486 – 487 – 488 – 489 – 490

## Események

### Európa
- Zénón bizánci császár leváltja Kalendión antiokheiai pátriárkát, mert az előző évben támogatta Leontiosz trónkövetelőt. Helyére Petrus Fullo ("Nemezelő Péter") kerül, aki korábban már kétszer is betöltötte ezt a tisztséget. Petrus lelkesen végrehajtja a császár ellentmondásos fogadtatású Hénótikon rendeletét (az ortodox és monofizita nézetek összeegyeztetéséről) és elbocsátja azokat a püspököket, akik megtagadják annak végrehajtását. III. Felix római pápa 42 nyugati püspök részvételével zsinatot hív össze, amelyen kiátkozzák Petrust, tovább mélyítve ezzel az akakioszi egyházszakadást.
- Ælle sussexi szász király legyőzi a briteket a Mercredesburne folyó partján vívott csatában.

### Távol-Kelet
- Az észak-kínai Északi Vej államban Hsziaoven császár földreformot hajt végre, hogy letörje a vidéki nagybirtokosok hatalmát. Minden föld az államé, amelyet egyenlően, munkaerő alapján szétosztanak az adófizető földművelők között (egy felnőtt férfinak 40 mu, kb. 1,1 hektár jut). Haláluk után a birtok visszaszáll az államra és újból kiosztják. A rendszer egészen a Tang-dinasztia koráig fennmarad.
- Japánban Kenzó császár lép trónra.

## Születések
- Cassiodorus, római államférfi, történetíró
- Doli Sámson, bretagne-i szent
- I. Theodoric, frank király

## Halálozások
- Proklosz, neoplatonista filozófus
- Aszklépigeneia, athéni filozófus, misztikus

## Fordítás
- Ez a szócikk részben vagy egészben  a(z)   485 című angol Wikipédia-szócikk ezen változatának fordításán alapul.  Az eredeti cikk szerkesztőit annak laptörténete sorolja fel. Ez a jelzés csupán a megfogalmazás eredetét és a szerzői jogokat jelzi, nem szolgál a cikkben szereplő információk forrásmegjelöléseként.